# Johann Fidel Erggelet
Johann Fidel Erggelet (* 1751 in Waldshut; † 19. Februar 1815 in Wien) war ein österreichischer Diplomat, Verwaltungsbeamter und Finanzexperte, der 1808 in den Freiherrenstand erhoben wurde.

## Leben
Johann Fidel Erggelet wurde 1751 im damals vorderösterreichischen Waldshut geboren. Die Familie, mit der damaligen Schreibweise Oergele, ist in Waldshut seit dem 17. Jahrhundert vorwiegend als Musikinstrumentebauer nachweisbar. Gefertigt wurden Orgeln, Streichinstrumente und Lauten. Der ältere Bruder Konrad wanderte 1774 nach Freiburg im Breisgau ab und ließ sich dort als Lauten- und Geigenmacher nieder. Johann Fidel Erggelet trat nach einem Jurastudium in den Staatsdienst und machte im Gubernium Galizien rasch Karriere. Als diplomatischer Agent erreichte er nach dem fünften Russisch-Türkischen Krieg von 1768 bis 1774 die Eingliederung der Bukowina in die österreichischen Erblande, obwohl Österreich nicht kriegsführende Partei war. 1789 führte Johann Fidel Erggelet den Rat der fünf Moldaukreise. 1791 wechselte er als Hofrat an
die kaiserlich und königliche vereinte Hofkanzlei. 1797 wurde er zum Hofrat des Direktoriums in Wien ernannt. Aufgrund seiner Verdienste wurde Johann Fidel Erggelet zum Ritter des k.u. Sankt Stephans-Ordens geschlagen und 1808 in den erblichen Freiherrenstand erhoben. Weitere Verdienste erwarb sich Johann Fidel Erggelet im Finanzwesen. 1811 war er maßgeblich an der Überwindung des Staatsbankrottes beteiligt. 1815 verstarb Johann Fidel Erggelet in Wien unter Hinterlassung eines immensen Vermögens.